# Pablo Zibes
Pablo Zibes (Buenos Aires, 1971) è un attore e pantomimo argentino.

## Biografia
Dopo aver concluso la scuola di teatro e la Scuola Municipale di Arte Drammatica (EMAD) a Buenos Aires, si dedica completamente alla pantomima. Frequenta diversi corsi in Argentina e in Europa, tra cui la Scuola Teatro Dimitri in Svizzera. Durante un viaggio che lo porta attraverso l'Europa e l'Asia, acquisisce una grande esperienza come pantomimo e artista di strada, sviluppando un forte legame con il pubblico.
Fulcro della sua attività sono i walkacts. È attivo in festival, fiere, spettacoli televisivi e in svariate altre manifestazioni.
Dal 2021 è il promotore e responsabile del progetto KunstCaching, un'iniziativa che combina arte e tecnologia attraverso una caccia al tesoro digitale nelle città di Stoccarda e Karlsruhe, con l'obiettivo di avvicinare il pubblico alla scena artistica locale.
Dal 2024 collabora con il mago Marco Miele nello spettacolo PantoMagic, un'esibizione che fonde pantomima e magia per creare un'esperienza scenica unica. Lo spettacolo è stato rappresentato anche al Friedrichsbau Varieté di Stoccarda.
Pablo Zibes vive a Stoccarda.

## Premi
- Festival "Giocolieri e piccoli artisti" di Coblenza (Germania)[8]
  - 1999 Premio speciale
- Premio per piccoli artisti di Bochum (Germania)[9]
  - 2000
- Grazie Mantua Festival, Italia[10]
  - 2003